# スタシース・ロゾライティス (1924)
スタシース・ロゾライティス（Stasys Lozoraitis、1924年8月2日 - 1994年6月13日）は、リトアニアの外交官。父親は、同姓同名のスタシース・ロゾライティス。

## 来歴
1924年8月2日、ドイツ国・ベルリンに生まれる。
1991年にリトアニアの独立回復が国際的に承認された後、アメリカ合衆国にリトアニア大使館が新たに設置されることとなり、同年9月、ロゾライティスが駐米大使に就任した。その後1993年まで駐米大使を務めた。
1993年、リトアニア大統領選挙に立候補するも、得票率は 38.9 % に終わり、対抗馬のアルギルダス・ブラザウスカスに敗れた。
1993年から1994年まで駐イタリア大使を務める。
1994年6月13日、ワシントンD.C.で死去。